# Edward Joseph Adams

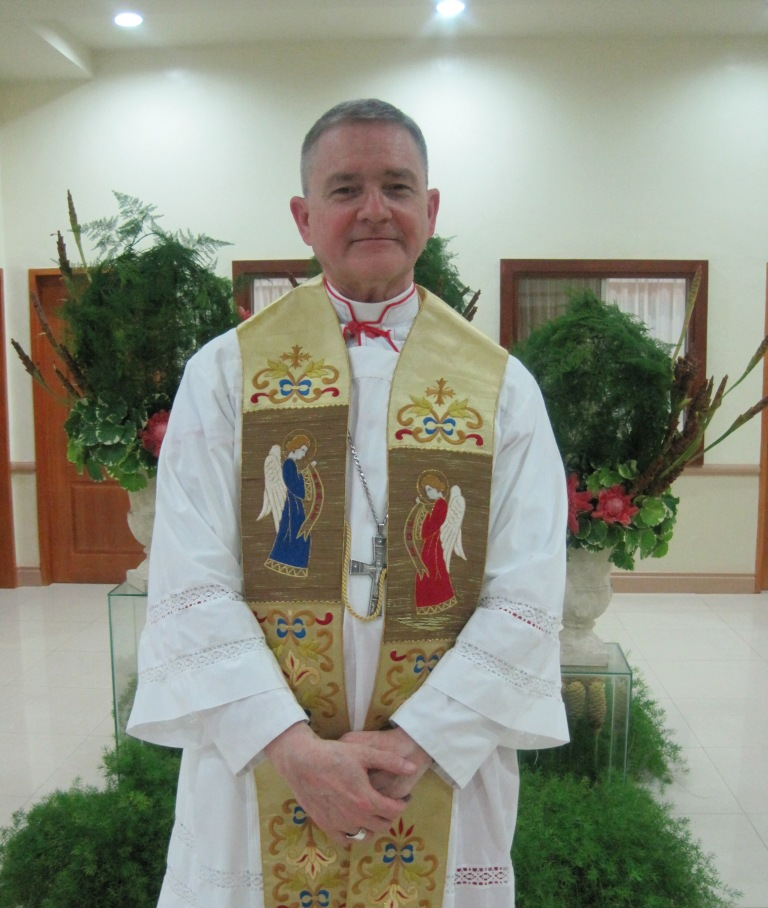
Bischof Edward Joseph Adams (2009)

Erzbischofswappen

Edward Joseph Adams (* 24. August 1944 in Philadelphia, Pennsylvania) ist ein US-amerikanischer römisch-katholischer Geistlicher, Erzbischof und emeritierter Diplomat des Heiligen Stuhls.

## Biografie
Adams empfing die Priesterweihe am 16. Mai 1970 durch John Joseph Kardinal Krol und war anschließend als Priester in seiner Geburtsstadt Philadelphia tätig. Später trat er in den diplomatischen Dienst des Heiligen Stuhls ein.
Papst Johannes Paul II. ernannte ihn am 24. August 1996 zum Apostolischen Nuntius in Bangladesch sowie Titularerzbischof pro hac vice von Scala. Die Bischofsweihe spendete ihm Kardinalstaatssekretär Angelo Sodano am 23. Oktober 1996; Mitkonsekratoren waren Anthony Joseph Kardinal Bevilacqua, Erzbischof von Philadelphia, und John Patrick Kardinal Foley, Präsident des Päpstlichen Rates für die sozialen Kommunikationsmittel.
Am 22. August 2002 erfolgte seine Ernennung zum Apostolischen Nuntius in Simbabwe, ehe er am 3. September 2007 Apostolischer Nuntius auf den Philippinen wurde. Dieses Amt übte er bis zum 22. Februar 2011 aus und übernahm danach die Funktion als Apostolischer Nuntius in Griechenland. Sein Nachfolger als Apostolischer Nuntius auf den Philippinen wurde am 10. Mai 2011 Giuseppe Pinto, der bisherige Apostolische Nuntius in Chile.
Papst Franziskus ernannte ihn am 8. April 2017 zum Apostolischen Nuntius in Großbritannien. Nach Erreichen der Altersgrenze von 75 Jahren im Jahr 2019 nahm Papst Franziskus am 31. Januar 2020 den Rücktritt vom Amt des Nuntius an.